# Swattet Möörken
Das Naturschutzgebiet Swattet Möörken (Schwarze Mörken, hochdeutsch wörtlich „Schwarzes Mörchen“) liegt auf dem Gebiet der Stadt Rheine im Kreis Steinfurt in Nordrhein-Westfalen. Das Gebiet erstreckt sich östlich der Kernstadt Rheine und westlich von Bevergern, einem Stadtteil von Hörstel. Nördlich fließt der Dortmund-Ems-Kanal und verläuft die A 30, südlich verläuft die Landesstraße L 591. Östlich erstreckt sich das 8,81 ha große Naturschutzgebiet (NSG) Torflöcher am Galgenkamp und südöstlich das 8,15 ha große NSG Saltenwiese-Fernrodde.

## Bedeutung
Für Rheine ist seit 1988 ein 6,45 ha großes Gebiet unter der Kenn-Nummer ST-048 als Naturschutzgebiet ausgewiesen.